# .et
A .et Etiópia internetes legfelső szintű tartomány kódja, melyet 1991-ben hoztak létre. Ez latinul és franciául is azt jelenti: és. Ez sok mindenkit érdekelne, ha adnának el második szintű tartományneveket. Minden cím .com.et, .org.et stb. alakú.